# Льюїс Схаутен
Лью́їс Сха́утен (нід. Lewis Schouten; нар. 4 лютого 2004, Алкмар) — нідерландський футболіст, півзахисник клубу АЗ, який виступає на правах оренди за «Ексельсіор».

## Клубна кар'єра

### АЗ
Виступав за юнацьку команду ГСВ, а 2014 року приєднався до академії АЗ. 17 січня 2022 року в матчі проти «Дордрехта» дебютував в Еерстедивізі за дублерів АЗ. В сезоні 2022–23 разом з молодіжною командою АЗ виграв Юнацьку лігу УЄФА. 21 квітня 2022 року продовжив контракт з клубом до середини 2027 року.
3 лютого 2023 року в поєдинку Еерстедивізі проти «ВВВ-Венло» забив свій перший гол у професіональній кар'єрі. Влітку 2023 року офіційно переведений до першої команди клубу.
2 лютого 2025 року дебютував в основному складі АЗ в поєдинку Ередивізі проти клубу «Віллем II», вийшовши на заміну Перу Копмейнерсу.

#### Оренда в «Ексельсіор»
1 липня 2025 року відправився в сезонну оренду в роттердамський «Ексельсіор», який за підсумками попереднього сезону підвищився в класі.

## Кар'єра в збірній
Виступав за збірні Нідерландів до 18 і до 19 років.

## Особисте життя
Син колишнього футболіста Роналда Схаутена, який також виступав за АЗ з 1988 по 1992 роки.

## Статистика виступів
Станом на 9 травня 2025
| Клуб              | Сезон             | Чемпіонат         | Чемпіонат | Чемпіонат | Кубок | Кубок | Єврокубки | Єврокубки | Всього | Всього |
| Клуб              | Сезон             | Дивізіон          | Матчі     | Голи      | Матчі | Голи  | Матчі     | Голи      | Матчі  | Голи   |
| ----------------- | ----------------- | ----------------- | --------- | --------- | ----- | ----- | --------- | --------- | ------ | ------ |
| Йонг АЗ           | 2021–22           | Еерстедивізі      | 11        | 0         | —     | —     | —         | —         | 11     | 0      |
| Йонг АЗ           | 2022–23           | Еерстедивізі      | 30        | 1         | —     | —     | —         | —         | 30     | 1      |
| Йонг АЗ           | 2023–24           | Еерстедивізі      | 20        | 1         | —     | —     | —         | —         | 20     | 1      |
| Йонг АЗ           | 2024–25           | Еерстедивізі      | 19        | 2         | —     | —     | —         | —         | 19     | 2      |
| Йонг АЗ           | Всього            | Всього            | 81        | 4         | —     | —     | —         | —         | 81     | 4      |
| АЗ                | 2024–25           | Ередивізі         | 1         | 0         | 0     | 0     | 0         | 0         | 1      | 0      |
| → Ексельсіор      | 2025–26           | Ередивізі         | 0         | 0         | 0     | 0     | —         | —         | 0      | 0      |
| Всього за кар'єру | Всього за кар'єру | Всього за кар'єру | 82        | 4         | 0     | 0     | 0         | 0         | 82     | 4      |

## Досягнення
АЗ (мол.)
- Переможець Юнацької ліги УЄФА: 2022–23[11]